# به سامدالری خوش آمدید
به سام‌دال‌ری خوش آمدید (انگلیسی: Welcome to Samdalri; کره‌ای: 웰컴투 삼달리) یک مجموعه تلویزیونی کره جنوبی به نویسندگی کوان هه جو، کارگردانی چا یونگ هون و با بازی جی چانگ ووک و شین هه سون است. این مجموعه از ۲ دسامبر ۲۰۲۳، مصادف با ۱۷ آذر ، روزهای شنبه و یکشنبه ساعت ۲۲:۳۰ (کی‌اس‌تی) از جی‌تی‌بی‌سی پخش شد. به سامدالری خوش آمدید همچنین برای استریم در نتفلیکس در مناطق منتخب قابل دسترسی است.

## خلاصه داستان
این سریال حول محور دو کاراکتر اصلی یعنی جو یونگ پیل (جی چانگ ووک) و چو سام دال (شین هه سون) است. مادر چو یونگ پیل، یک غواص حرفه‌ای است که به دلیل یک پیش‌بینی اشتباه هواشناسی جان خود را از دست می‌دهد؛ به همین علت او تصمیم می‌گیرد تا برای محافظت از مردم شهرش به عنوان یک کارشناس هواشناسی مشغول به کار شود. همچنین دوست دوران کودکی او چو سام دال که از سامدالری به سئول رفته و به عنوان یک عکاس حرفه‌ای شناخته می‌شود، بعد از اینکه تمام زحماتش بخاطر تهمت هایی که همکار حسودش به او زده، یک شبه از بین می‌رود، ناچارا به جزیره‌اش باز می‌گردد. او در جست و جوی یافتن نسخه قدیمی خودش است و...

## بازیگران

### اصلی
- جی چانگ ووک در نقش جو یونگ پیل[۲]
- شین هه سون در نقش جو سام دال / جو اون هه[۲]

### مکمل
| نام            | کاراکتر      | توضیح                  |
| -------------- | ------------ | ---------------------- |
| شین دونگ می    | جو جین دال   | خواهر بزرگ سامدال      |
| کانگ می نا     | جو هه دال    | خواهر کوچک سامدال      |
| کیم می-کیونگ   | گو می جا     | مادر سامدال            |
| سو هیون چول    | جو پان شیک   | پدر سامدال             |
| کیم دو اون     | چا ها یول    | دختر جو هه دال         |
| یانگ کیونگ-وون | جون ده یونگ  | همسر سابق جو جین دال   |
| کانگ یونگ سوک  | بو سانگ دو   | دوست یونگ پیل و سامدال |
| لی جه وون      | وان کیونگ ته | دوست یونگ پیل و سامدال |
| به میونگ جین   | چا اون وو    | دوست یونگ پیل و سامدال |
| یو اوه-سونگ    | جو سانگ ته   | پدر یونگ پیل           |
| جونگ یو می     | بو می جا     | مادر یونگ پیل          |
| کیم می هوا     | یانگ بو جا   | مادر چا اون وو         |
| بک هیون-جو     | اوه گوم سول  | مادر گیونگ ته          |
| جو یون سو      | بانگ اون جو  | دستیار سامدال          |
| کیم هیون موک   | کانگ بک هو   | همکار یونگ پیل         |

## تولید
در ۱۹ ژوئن ۲۰۲۳، حضور جی چانگ ووک و شین هه سون برای بازی در این مجموعه تأیید شد.